# Charaxes viettei
Charaxes viettei är en fjärilsart som beskrevs av Jacques Plantrou 1978. Charaxes viettei ingår i släktet Charaxes och familjen praktfjärilar. Inga underarter finns listade i Catalogue of Life.